# Lachi
Lachi é uma cidade do Paquistão localizada na província de Khyber Pakhtunkhwa. Segundo censo de 2017, havia 23 815 habitantes.